# Parangitia micrina
Parangitia micrina is een vlinder uit de familie spinneruilen (Erebidae). De wetenschappelijke naam is voor het eerst geldig gepubliceerd in 1966 door Berio.
De soort komt voor in tropisch Afrika.